# 諸浦島

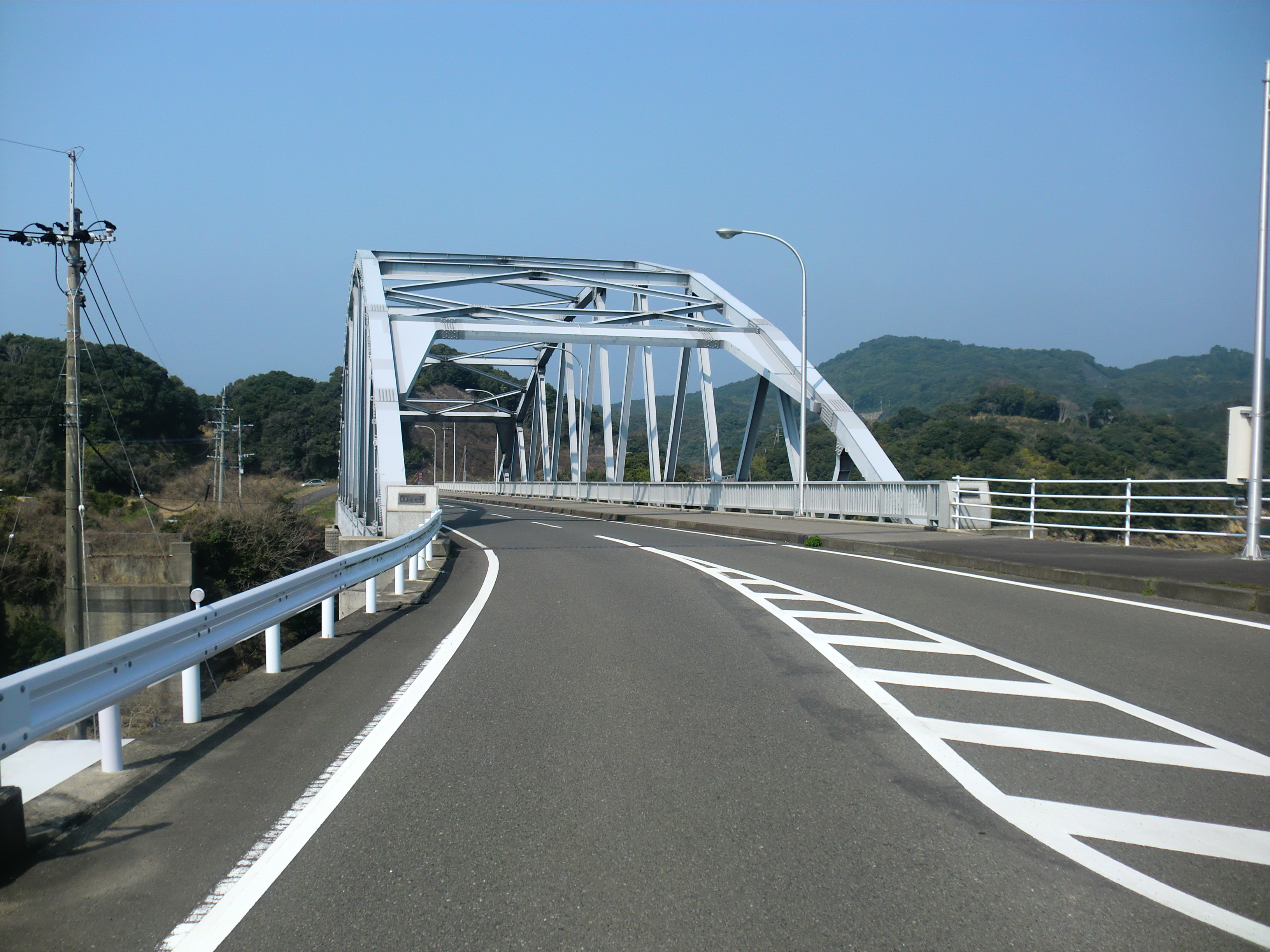
乳ノ瀬橋

諸浦島（しょうらじま）は、天草諸島のうち長島列島を構成する島の一つ。鹿児島県出水郡長島町に属する。人口は約500人。
別名、本浦島（もとうらじま）とも言い、大字諸浦の大部分を占める。
諸浦としては他に、長島本島の一部や、周辺の野島、黒島、竹島なども含まれる。
島内は、白瀬、本浦、葛輪の3地区により構成されている。

## 概要

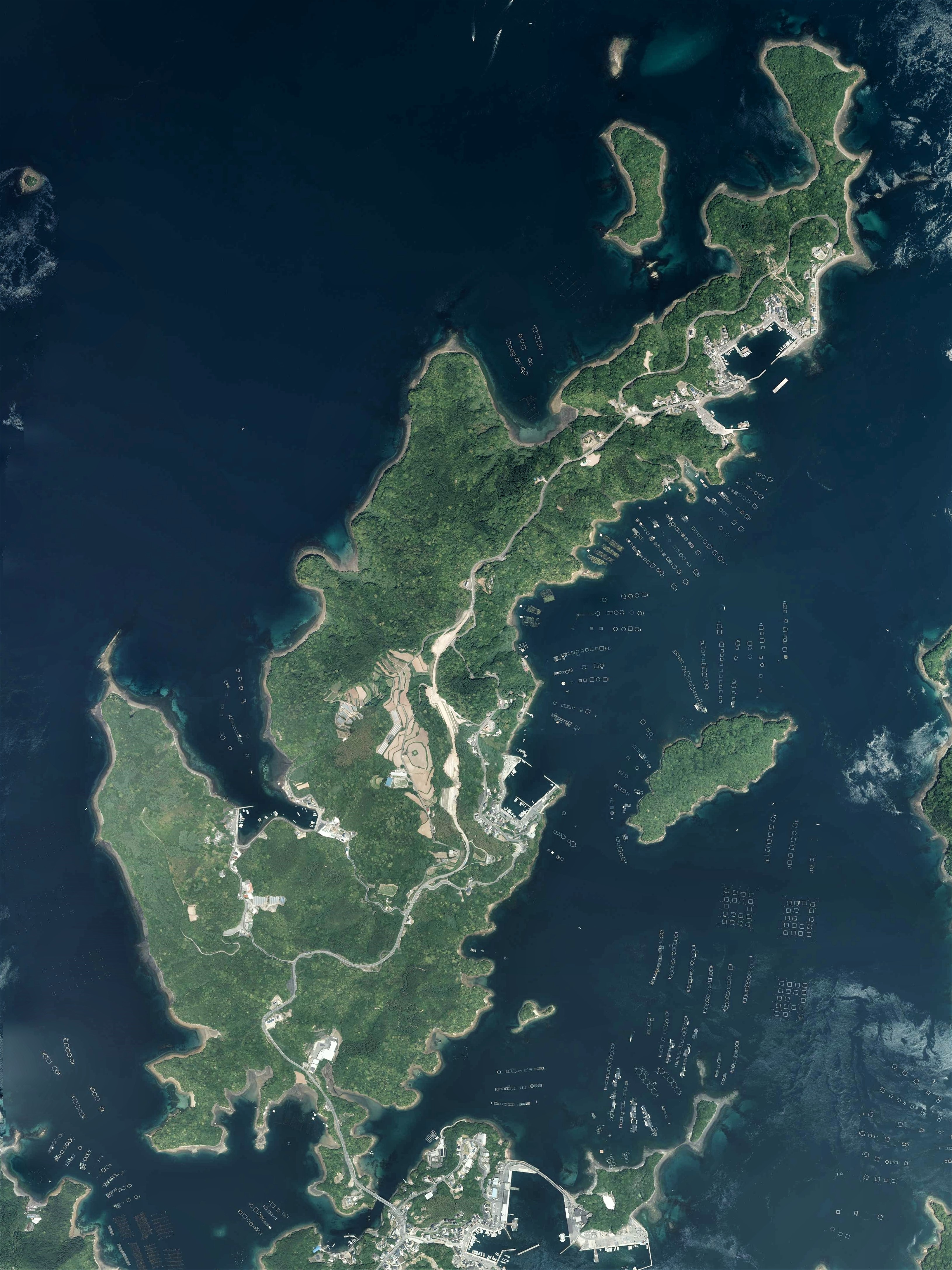
諸浦島の空中写真。
2014年5月11日撮影の6枚を合成作成。

長島町の北部に位置し、長島本島とは乳ノ瀬戸により隔てられている。1966年（昭和41年）5月に、長島本島との間に乳ノ瀬橋が開通し、車や徒歩による移動が可能となり、2002年（平成14年）に現在の橋に架け替えられた。
1956年（昭和31年）7月20日に、雲仙天草国立公園の誕生と共に、島のほぼ全域が同公園の特別地域に指定されている。

## 教育

### 小学校
- 長島町立本浦小学校
〒899-1403長島町諸浦541番地

## 交通

### 道路
県道
- 鹿児島県道47号葛輪瀬戸線

### 航路
諸浦港
- 天長フェリー（諸浦港～片側港～中田港）

- 諸浦港（長島町諸浦島）
- 諸浦港待合所と諸浦港バス停